# Niteworks

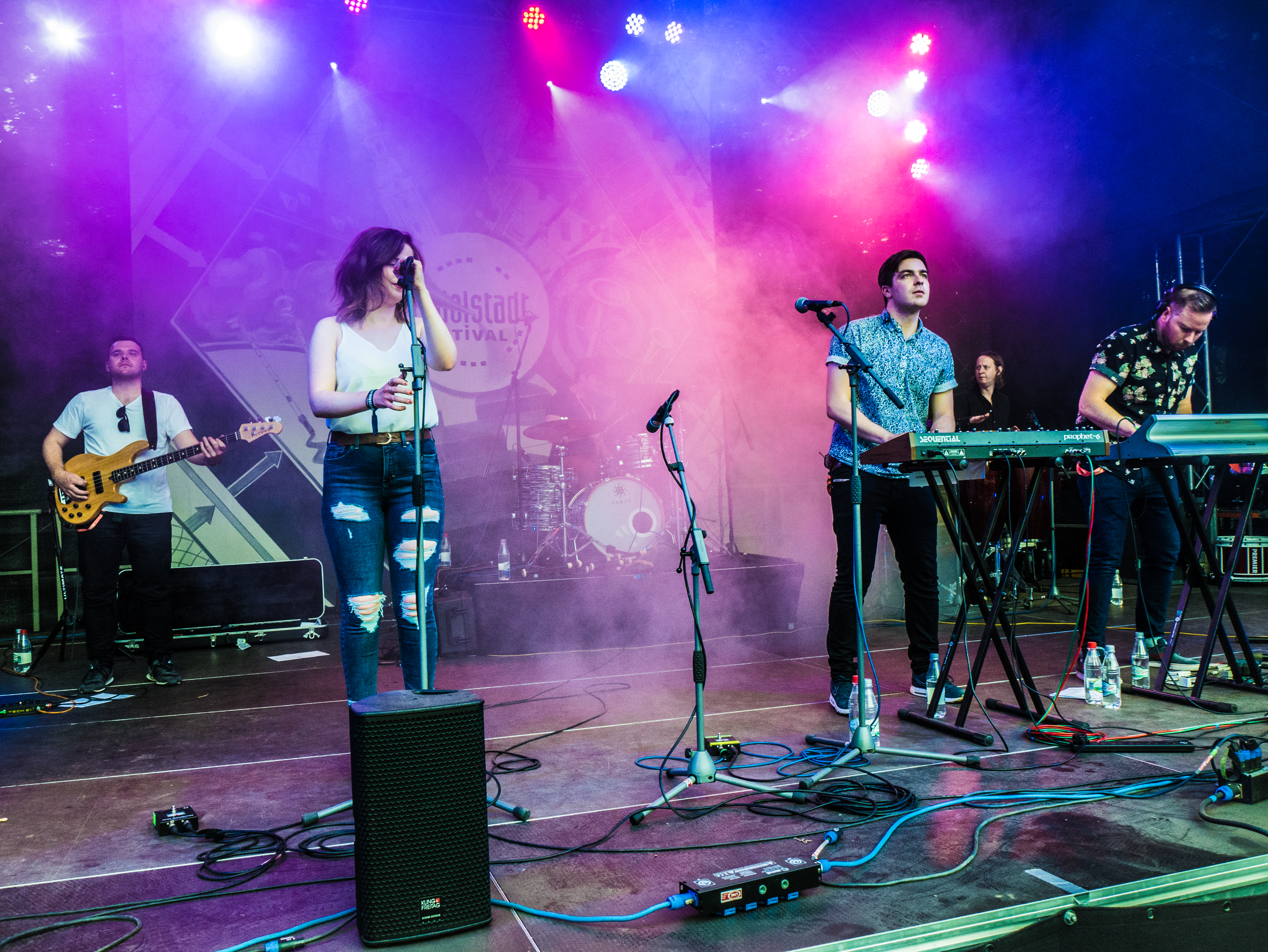
Niteworks sur scène en 2017, au festival de Rudolstadt

Niteworks, aussi connu sous le nom gaélique écossais Obair Oidhche, était un groupe de musique électronique et de musique celtique originaire de l'Île de Skye, en Écosse. Le groupe se distingue notamment par ses chansons écrites en gaélique écossais, ainsi que par la composition de musiques mélangeant des styles traditionnels écossais, comme la cornemuse et le port à beul, avec des rythmes de techno et de house.

## Histoire
Le groupe Niteworks s'est formé début 2008. Le nom Niteworks vient du sample d'un vieux locuteur gaélique parlant de "Obair Oidhche", où travaux de nuits, niteworks en anglais.
Niteworks compose aussi bien en gaélique écossais qu'en anglais.
Dès 2012, le groupe remporte le prix du Up and Coming Artist of the Year au festival des Scots Trad Music Awards.
Le groupe a joué dans de nombreux festivals en Écosse. Les membres du groupe sont aussi DJ, indépendamment de leurs tournées.
Sur l'album A' Ghrian, publié en janvier 2022, apparait pour la première fois chez Niteworks une chanson écrite en scots, langue traditionnelle de la région des Lowlands écossais : Gloomy Winter, adaptation d'un poème de Robert Tannahill. Les membres du groupe expliquent qu'ils sont sensibles au regain d'intérêt récent pour le scots en Écosse.
Le 23 novembre 2023, le groupe annonce qu'il se séparera, après quelques ultimes concerts à venir en 2024. La raison avancée pour la séparation réside dans le succès du groupe et la place qu'il a pris dans les vies de ses membres. Chacun ayant une vie déjà bien remplie, il ne leur est plus possible de consacrer autant de temps à Niteworks. Les membres remercient leur public, tout en rappelant que le succès du groupe les a surpris : il a été lancé à l'origine comme un projet qui n'était pas conçu pour les occuper à temps complet.

## Membres du groupe
Les noms sont donnés en anglais et en gaélique écossais :
- Innes Strachan, Aonghas Strachan (chant/claviers)
- Allan MacDonald, Ailean Domhnallach (cornemuses/claviers)
- Christopher Nicolson, Crisdean MacNeacail (basse)
- Ruairidh Graham, Ruairidh Greumach (batterie)

## Discographie
- Le premier EP de Niteworks parait le 15 octobre 2011, il s'agit de Obair Oidhche[8].

- Le premier véritable album de Niteworks parait en octobre 2015, c'est NW, lancé lors d'un concert à guichets fermés au SWG3 Warehouse de Glasgow. L'album est notamment comparé par les critiques aux œuvres de Martyn Bennet, précurseur de la fusion entre musiques traditionnelles des îles écossaises et électronique[9]. L'album comprend une collaboration avec la chanteuse écossaise Caitlin Nic Aonghais, qui chante en gaélique sur le morceau Maraiche. Sur la chanson Poor Ben intervient aussi le chanteur Donald MacDonald, du groupe Donald MacDonald & the Islands. Donald MacDonald est aussi connu pour être le fils de Calum MacDonald, du groupe Runrig.

- Le 29 décembre 2017 est publié NW [Edinburgh Mixes], un EP de deux titres, disponible uniquement en version numérique. Les deux titres sont des morceaux de l'album NW, remixés par les DJ d'Édimbourg Lord Of The Isles et Other Lands[10].

- Le deuxième album du groupe sort en 2018, il se nomme Air Fàir An Là[11]. L'album est produit par le producteur écossais vivant à Londres Alex Menzies, aussi connu comme DJ sous le nom Alex Smoke. L'album comporte de nombreuses collaborations avec des artistes écossais : Julie Fowlis, Ian Morrison, Kinnaris Quintet, Ellen MacDonald (du groupe Dàimh) et le trio de chanteuses gaéliques Sian[12],[13].

- Le 19 janvier 2019, Niteworks met en ligne l'EP Edinburgh's Hogmanay 2018 Fireworks Soundtrack, qui contient les trois pistes ayant servi de bande son au grand feu d'artifice du Nouvel An 2018 à Édimbourg, pour la soirée de Hogmanay. La playlist est composée de remix de morceaux de Niteworks, réalisés par le compositeur de musique électronique Dan Jones. Quatre chansons de Niteworks sont remixées pour réaliser cette bande son : Beul na h-Oidhche, Coming Down avec la participation de Laura Donnelly, Maraiche avec Kathleen MacInnes et Eilean avec Deirdre Graham[14].
- Le 22 janvier 2021, Niteworks publie en ligne l'EP Fare Well — The Music (Edinburgh's Hogmanay 2020). Les trois pistes sont des remixes de morceaux d'albums précédents du groupe. Cette musique accompagne le spectacle diffusé en ligne pour le Hogmanay 2020[15].
- Le 14 janvier 2022 sort l'album A' Ghrian (Le Soleil en gaélique). L'album comprend 10 chansons : 4 instrumentales, 4 chantées en gaélique, 1 en scots et 1 en anglais. A' Ghrian inclut plusieurs collaborations. De nombreux invités chantent sur l'album : Ellen MacDonald, qui chante aussi avec SIAN et Dàimh ; Hannah Rarity, vainqueur du prix BBC Radio Scotland Young Traditional Musician en 2018 ; la jeune chanteuse Beth Malcolm ; Alasdair Whyte ; le groupe de chanteuses SIAN ; Kathleen MacInnes[16].
- Le 26 avril 2024, Niteworks publie en ligne une nouvelle chanson, non comprise dans un album. Il s'agit de An Toll Dubh, dont les paroles sont chantées par le trio Sian[17]. La chanson est une reprise, elle a été écrite par Runrig et Paul Mounsey, pour l'album de Runrig Proterra paru en 2003[18].